# Biomecânica

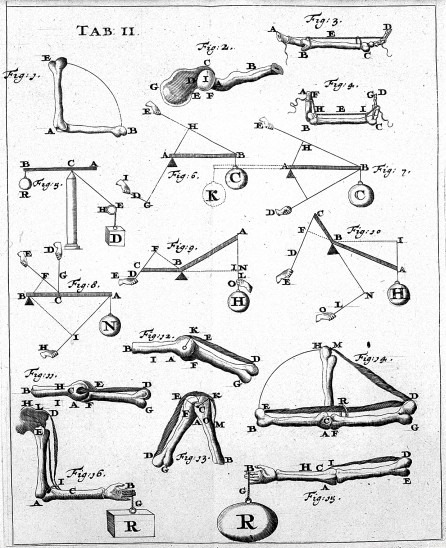
Página de um dos primeiro estudos sobre biomecânica, De Motu Animalium de Giovanni Alfonso Borelli

A biomecânica é o estudo da mecânica dos organismos vivos.
É parte da Biofísica.
De acordo com Hatze Phillipestes, apud Susan Hall, é "O estudo da estrutura e da função dos sistemas biológicos utilizando métodos da mecânica".
Segundo Nozaki , a cinesiologia ampliou cada vez mais seu campo de estudo, envolvendo outras áreas como Psicologia, História, Filosofia, comportamento motor, Sociologia e pedagogia. Com isso, a biomecânica se volta com estudos mais centralizados à mecânica do movimento.
A Biomecânica externa estuda as forças físicas que agem sobre os corpos enquanto a biomecânica interna estuda a mecânica e os aspectos físicos e biofísicos das articulações, dos ossos e dos tecidos histológicos do corpo.
Além de ser atualmente uma ciência com laboratórios específicos e diversos níveis de pesquisas, nas Universidades, é também uma especialidade e uma disciplina oferecida pelos Cursos superiores de Engenharia Biomédica, Educação Física, Fisioterapia e Terapia Ocupacional.
As referências iniciais relativas à análise dos aspectos biomecânicos dos movimentos corporais – humanos e animais – remontam à antiguidade clássica e pertencem a Aristóteles, que registrou as primeiras observações sobre o ato de caminhar do Homem e dos animais, como consequência da ação dos membros inferiores e patas contra o solo.
As observações de Aristóteles, que aparecem na História como as primeiras explicações para o gesto de deambulação humana, foram ratificadas quase dois mil anos depois pela Terceira Lei de Newton. Mas a história ainda haveria que caminhar muito para transportar impressões observacionais subjetivas em quantificação do gesto, que só foi iniciada a partir da invenção da fotografia. Esta invenção representou o surgimento de uma nova possibilidade metodológica para as pesquisas sobre aspectos do movimento corporal, e deu origem a um ramo da Biomecânica conhecido como cinemetria, que propicia o congelamento dos movimentos, o registro e, consequentemente, a quantificação geométrica por meio dos instantâneos – ou fotograma – possibilitando sua descrição precisa. Até os dias atuais, este tipo de aplicação da fotografia à biomecânica consiste num dos principais meios de obtenção de informações sobre a geometria do movimento, e é denominada Fotogrametria Não-Cartográfica.
Os primeiros filmes utilizados para a análise biomecânica de movimentos animais e humanos, incluindo-se atividades ginásticas e marcha em diversas situações, foram feitos por um fotógrafo anglo-americano chamado Edouard Muybridge (1830-1904).